# Drino trifida
Drino trifida là một loài ruồi trong họ Tachinidae.